# Hydraena aliciae
Hydraena aliciae är en skalbaggsart som beskrevs av Manfred A. Jäch och Díaz 2005. Hydraena aliciae ingår i släktet Hydraena och familjen vattenbrynsbaggar. Inga underarter finns listade i Catalogue of Life.